# الظاهرة القرآنية
كتاب من تأليف المفكر الإسلامي مالك بن نبي ، صدر في طبعته الأولى بالفرنسية 1946 ترجمه عبد الصبور شاهين، وصدرت طبعته العربية الأولى في 1958 والثانية 1961. صدرت له  طبعة جديدة عن دار الفكر بدمشق، وتزيد صفحات الكتاب على الثلاثمائة صفحة.  

## فكرة الكتاب
يهدف الكتاب إلى دراسة الظاهرة القرآنية وفق منهج تحليلي، يبين من خلاله مقارنة الظاهرة النبوية للظاهرة القرآنية، ليصل في النهاية إلى أن القرآن من عند الله، وليس من عند محمد ﷺ.
ذكر الأستاذ محمود شاكر في مقدمة تقديمه لهذا الكتاب، حيث قال:«فليس عدلاً أن أقدم كتاباً، هو يقدم نفسه إلى قارئه...وإنه لعسير أن أقدم كتاباً هو نهج مستقل. أحسبه لم يسبقه كتاب مثله من قبل. وهو منهج متكامل يفسره تطبيق أصوله. كما يفسره حرص قارئه على تأمل مناحيه».

## فصول الكتاب
تضمن الكتاب عشرة فصول،
- الفصل الأول: الظاهرة الدينية.
- الفصل الثاني: الحركة النبوية.
- الفصل الثالث: أصول الإسلام.
- الفصل الرابع: الرسول.
- الفصل الخامس: كيفية الوحي.
- الفصل السادس: اقتناعه الشخصي.
- الفصل السابع: مقام الذات المحمدية في ظاهرة الوحي.
- الفصل الثامن: الرسالة.
- الفصل التاسع: الخصائص الظاهرية للوحي.
- الفصل العاشر: موضوعات ومواقف قرآنية.